# Эпик (мультфильм)
«Эпик» (англ. Epic) — американский полнометражный компьютерный мультипликационный фильм, снятый по мотивам книги Уильяма Джойса «Лифмены и добрые смелые жуки». Премьера мультфильма состоялась 24 мая 2013 года. Совместное производство мультипликационной студии Blue Sky Studios и кино-объединения 20th Century Fox Animation. Режиссёр Крис Уэдж. Главные роли озвучивают Колин Фаррелл, Джош Хатчерсон и Аманда Сейфрид. Мультфильм выполнен с возможностью просмотра в стереоскопическом формате 3D.
Слоган фильма: «Открой мир за гранью своего воображения» (англ. Discover a world beyond your imagination), другой вариант — «Ждите чего-то эпического».

## Сюжет
После смерти матери семнадцатилетняя Мэри-Кэтрин (Эм Кей) переезжает жить к отцу-профессору, который одержим идеей доказать, что в лесу живёт маленькое племя, летающее верхом на колибри и живущее как бы в ином измерении: для лесных жителей и насекомых мир человека — очень медлительная субстанция. Из-за этого увлечения в своё время и распалась семья профессора.
По всему лесу профессор развесил видеокамеры, которые фиксируют активность его обитателей. Догадки учёного подкрепляются находками: сёдла, предметы одежды, оружие маленького народа. Профессор даже создал специальный распознаватель голоса лесных жителей. Он хочет поделиться своим увлечением с дочерью, но она его не понимает. Девушка решает уехать и вести самостоятельную жизнь, но разговора с отцом не происходит, так как тот убегает в лес по очередному сигналу камер.
В это же время в Лунной Гавани, столице лесного народа, должна состояться церемония Избрания Бутона (примерно то же самое, что избрание наследника). Ронин, генерал стражи лифменов («листовников»), пытается предупредить королеву об опасности и защитить её от нападения Поганцев — «тёмной части» лесного народа, живущих в Запустении. К сожалению, королева не слушает Ронина и попадает в ловушку — засаду, подстроенную королём поганцев Мандрейком и его сыном Дагдой. Ронин убивает Дагду, но стрела, выпущенная Мандрейком, поражает Королеву.
Эм Кей бежит в лес за своей собакой-мопсом по кличке Оззи. Поднимается буря и среди всего этого хаоса Мэри-Кэтрин замечает нечто светящееся, падающее с неба. Это королева леса, раненая Поганцами — народцем, желавшим уничтожить лес и его обитателей. Умирая, королева передаёт Мэри-Кэтрин бутон со своей силой. Из этого бутона при свете полной луны должна возродиться новая королева, а Мэри должна защитить его до конца. По воле королевы она уменьшается.
Познакомившись с Ронином, его учеником Нодом, слизняком Мабом и улиткой Грабом, Мэри отправляется к великому дереву где должен был распуститься бутон. Они передают его хранителю Ниму Галуу, но Мандрейк похищает его и слизняков. Герои идут в дом отца Мэри, но случайно попадаются ему. Профессор ловит их, но, обнаружив свою дочь в банке, падает в обморок и главным героям удается убежать, прихватив доспехи поганцев.
Замаскировавшись они пробираются в логово поганцев и забирают бутон. Поганцы начинают охоту, однако всем, за исключением Ронина, пожертвавшего собой, удаётся убежать.
Бутон удаётся доставить в Лунную Гавань, но им мешают летучие мыши которые закрывают луну. Мэри находит отца, и они отгоняют мышей, а Нод и присоединившийся к ним Ронин побеждают Мандрейка.
Бутон распускается и выбирает новую королеву, Нод продолжает служить, а Мэри возвращается к отцу и начинает изучать лесной мир.

## Производство
В 2006 году стало известно, что режиссёр Крис Уэдж планирует снять фильм по книге Уильяма Джойса про хранителей леса — лифменов. Сам автор, ранее работавший с Уэджем в мультфильме «Роботы», также принял участие в создании мультфильма в качестве продюсера. Сначала студия Blue Sky Studios решила доверить мультфильм студии Pixar и режиссёру Джону Лассетеру. Но позже Уэдж передумал и возвратил работу Blue Sky Studios. В 2009 году объявили о выходе мультфильма «Лифмены». В мае 2012 года название мультфильма изменили на «Эпик», подобрали актёрский состав и окончательно доработали сценарий.
Несмотря на то, что мультфильм снят по мотивам книги У. Джойса «Лифмены и добрые смелые жуки» и позаимствовал оттуда многих персонажей, сюжет картины отличается от первоисточника. Так, в мультфильме действие происходит в лесу, а не в саду. Книжным прототипом злодея Мандрейка была паучиха.

## Персонажи
| Персонаж        | Озвучивание      | Описание |
| --------------- | ---------------- | --- |
| Мэри-Кэтрин     | Аманда Сейфрид   | 17-летняя дочь профессора Бомбы и главная героиня фильма. Названа в честь дочери Уильяма Джойса, умершей от опухоли головного мозга в 2010 году. Случайным образом попала в мир лифменов и стала обладательницей волшебного бутона королевы Тары. По-другому имя Мэри Кэтрин звучит как Мэри Кэт и/или МК (Эм Кей).                         |
| Нод             | Джош Хатчерсон   | Юный лифмен и сын лучшего друга Ронина. Полюбил Мэри-Кэтрин. Сначала ушёл из лифменов, так как ему не нравилось работать в команде и выполнять приказы. Но когда опасность стала грозить всему лесу, он вернулся. |
| Ронин           | Колин Фаррелл    | Лидер лифменов и учитель Нода. Лучший друг его погибшего отца, обещавший тому защищать Нода ценой собственной жизни. Возлюбленный королевы Тары. |
| Мандрейк        | Кристоф Вальц    | Лидер Поганцев и главный антагонист фильма. Не лишён чувства юмора. Хочет уничтожить лес и вырастить из бутона королевы Чёрного Принца вместо своего погибшего сына Дагды. При себе имеет посох, обладающий разрушительной силой и губящий всё, чего коснётся. В конце фильма он тонет в дереве, как в болоте, после чего оно затвердевает. |
| Дагда           | Блейк Андерсон   | Сын Мандрейка и генерал Поганцев. Погибает в битве с лифменами на 28-й минуте фильма. При жизни не отличался ни умом, ни красотой, ни обаянием. |
| Королева Тара   | Бейонсе          | Королева леса, убитая стрелой поганцев и оставившая Мэри свой волшебный бутон, сила которого должна сотворить новую королеву. |
| Маб             | Азиз Ансари      | Болтливый слизняк. По уши влюблён в Мэри и всеми силами пытается добиться её внимания. Приставлен к бутону королевы для того, чтобы сохранять вокруг него влажность. |
| Граб            | Крис О’Дауд      | Забавная улитка и лучший друг Маба. Больше всего на свете хочет стать лифменом. |
| Буффо           | Pitbull          | Лягушка-бизнесмен, устраивающая гонки ради забавы. Наживается на всём подряд. Вскоре выяснилось, что он — поганец. |
| Профессор Бомба | Джейсон Судейкис | Учёный-изобретатель и отец Мэри. С самого начала фильма верит в лифменов. Расставил по всему лесу разнообразные датчики и камеры, чтобы их увидеть. В конце фильма ему это всё-таки удаётся. Любит говорить: «Если ты не видишь чего-то, это не значит, что этого нет».                                                                     |
| Ним Галуу       | Стивен Тайлер    | Гусеница, шоумен и хранитель волшебных свитков, хранящих информацию обо всех событиях, произошедших в лесу. Вместе с мухами-помощницами ведёт летопись леса. Мудр и любит давать советы, чем не раз направлял героев мультфильма на правильный путь.                                                                                        |

## Музыка
Epic — Официальный саундтрек, который был выпущен в США компанией 20th Century Fox 28 мая 2013 года в формате CD. Все песни написаны Дэнни Эльфманом.
| №   | Название                   | Длительность |
| --- | -------------------------- | ------------ |
| 1.  | «Leafmen»                  | 1:17         |
| 2.  | «Pursuit»                  | 2:40         |
| 3.  | «Tara’s Chamber»           | 3:03         |
| 4.  | «Meet Dad»                 | 0:34         |
| 5.  | «Moonhaven Parade»         | 1:27         |
| 6.  | «Alarms»                   | 0:41         |
| 7.  | «The Selection»            | 2:13         |
| 8.  | «Ambush»                   | 4:17         |
| 9.  | «Tara’s Gift»              | 2:05         |
| 10. | «Small»                    | 2:29         |
| 11. | «Girl Meets Boy»           | 3:24         |
| 12. | «Rings of Knowledge»       | 2:35         |
| 13. | «Antlers»                  | 2:10         |
| 14. | «Kidnapped»                | 0:54         |
| 15. | «In the House»             | 3:39         |
| 16. | «Many Leaves»              | 1:54         |
| 17. | «Escape»                   | 4:45         |
| 18. | «False Start»              | 3:06         |
| 19. | «Epic Final Confrontation» | 3:19         |
| 20. | «Return»                   | 4:18         |
| 21. | «Epic Finale»              | 1:34         |

В мультфильме приблизительно на пятой с половиной минуте звучит отрывок песни «Same Changes» группы Weepies, не вошедший в официальный диск с саундтреками.